# Benno von Massow (Generalleutnant, 1827)
Benno Alexander Emil von Massow (* 22. April 1827 in Züllichau; † 22. Februar 1904 in Niederlößnitz) war ein preußischer Generalleutnant.

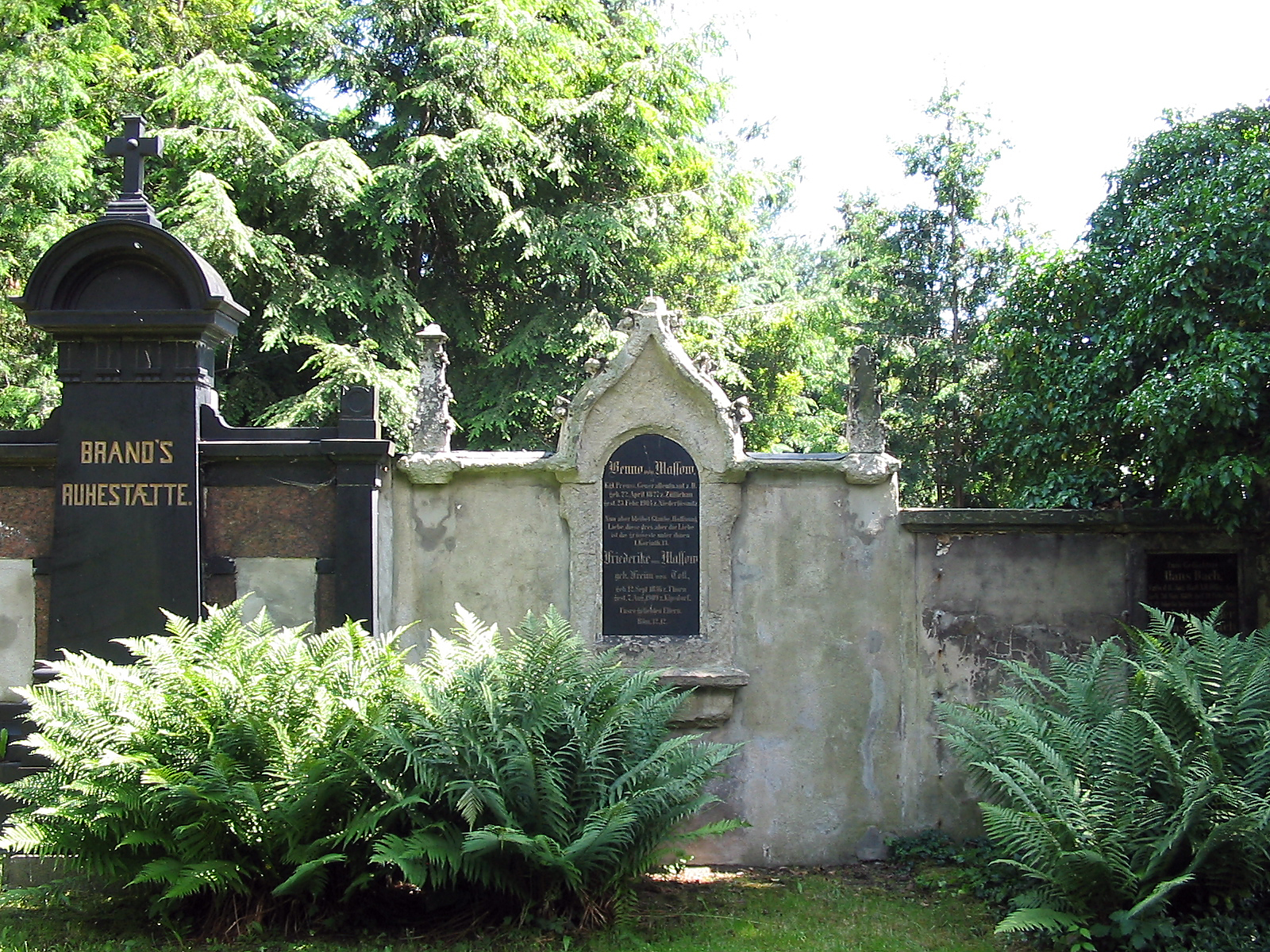
Grabmal von Benno von Massow und Frau Friederike geb. Freiin von Toll

## Leben

### Herkunft
Er entstammte dem nach Pommern eingewanderten Adelsgeschlecht von Massow und war ein Sohn von Friedrich von Massow (1786–1859) und dessen Ehefrau Karoline, geborene von Sydow (1775–1848). Sein Vater war preußischer Major a. D. und Herr auf Schmarse (Rittergut Schmarse, Landkreis Züllichau-Schwiebus). Sein Bruder Hermann (1812–1881) wurde Politiker und Oberforstmeister des preußischen Hofes, der andere Bruder Wilhelm (1815–1899) stieg später zum preußischen General der Infanterie auf.

### Militärkarriere
Massow absolvierte das Gymnasium in seiner Heimatstadt und trat am 21. Juli 1845 in das 23. Infanterie-Regiment der Preußischen Armee ein. Dort wurde er am 12. September 1848 zum Sekondeleutnant befördert. Im Verlauf seiner Militärkarriere nahm Massow 1866 am Krieg gegen Österreich und 1870/71 an Krieg gegen Frankreich teil. Vom 11. Dezember 1877 bis 5. Dezember 1883 war er Kommandeur des 3. Niederschlesischen Infanterie-Regiments Nr. 50 und wurde anschließend mit der Beförderung zum Generalmajor zum Kommandeur der 32. Infanterie-Brigade ernannt. Von diesem Kommando wurde Massow am 13. Mai 1887 entbunden und unter Verleihung des Charakters als Generalleutnant mit Pension zu Disposition gestellt.
Nach seinem Tod wurde er auf dem Neuen Friedhof der Kirchgemeinde Kötzschenbroda beerdigt. Auch seine 1909 in Kipsdorf verstorbene Frau wurde nach Kötzschenbroda überführt und dort beerdigt.

### Auszeichnungen
Massov wurde am 23. September 1884 mit dem Roten Adlerorden II. Klasse mit Eichenlaub und Schwertern am Ringe ausgezeichnet. Er war außerdem Inhaber des Kronenordens II. Klasse, Komtur II. Klasse des Herzoglich Sachsen-Ernestinischen Hausordens und Träger des Ehrenkreuzes I. Klasse mit Schwertern des Lippischen Hausordens. Er erhielt das preußische Dienstauszeichnungskreuz, die Lippische Militär-Verdienstmedaille sowie das Eiserne Kreuz II. Klasse.

### Familie
Er verheiratete sich am 23. Oktober 1856 in Glatz mit Friederike Freiin von Toll (1836–1909), eine Tochter des späteren Generalleutnants Karl von Toll. Aus der Ehe gingen fünf Kinder hervor:
- Margarethe (* 1857)
- Benno (1859–1938), preußischer Generalleutnant ⚭ Alice von Strotha (* 1873)
- Adalbert (* 1862), preußischer Offizier ⚭ 1893 Leonore Leopold (* 1873)
- Frieda (* 1868)
- Wilhelm (1869–1918), preußischer Regierungsrat ⚭ 1904 Eva Ritschel (* 1878)